# HMS Grenade (H86)
La HMS Grenade (Pennant number H86), seconda nave da guerra britannica a portare questo nome, è stata un cacciatorpediniere classe G della Royal Navy. Costruito nei cantieri Alexander Stephen and Sons, venne impostato il 3 ottobre 1934, varato il 12 novembre 1935 ed entrò in servizio il 28 marzo 1936.

## Servizio
Al momento dell'ingresso in servizio venne assegnata alla 1 Squadriglia cacciatorpediniere della Mediterranean Fleet, rimanendo nel Mediterraneo fino allo scoppio della seconda guerra mondiale nel settembre 1939. Dopo l'inizio delle ostilità venne utilizzata con compiti di pattuglia e vigilanza anticontrabbando, venendo poi inviata in patria il 25 ottobre. Giunta a Plymouth il 2 novembre seguente venendo quindi utilizzata con compiti di pattuglia nelle acque sudoccidentali e nel canale della Manica. Il 7 novembre rimase danneggiata in una collisione con il cacciatorpediniere Grenville, riportando danni alla poppa ed entrando quindi in cantiere a Falmouth per riparazioni. Tornata in servizio il 9 dicembre operò con base ad Harwich insieme alla flottiglia. Il 19 gennaio 1940 insieme alla Griffin recuperò i sopravvissuti della Grenville, affondata da una mina.
Il 27 gennaio entrò in cantiere per un raddobbo della durata di un mese, iniziando quindi le prove in mare il 27 febbraio ed entrando in collisione con l'incrociatore Orion il giorno stesso. Dopo alcune riparazioni di fortuna, venne trasferita ad Harwich per le riparazioni definitive che durarono fino al 3 aprile quando salpò per riunirsi alla flottiglia ora con base a Scapa Flow. Dal 10 aprile scortò, insieme al cacciatorpediniere Encounter la petroliera British Lady a Skelfjord, nell'ambito degli sbarchi alleati in Norvegia, denominati Operazione Wilfred. Dal 14 aprile venne impiegata come scorta alla nave da battaglia Warspite e in missioni di supporto alle operazioni a terra. Il 27 aprile scortò la portaerei Glorious diretta in patria per imbarcare nuovi aerei. Tornata nelle acque norvegesi due giorni dopo, partecipò all'evacuazione delle truppe alleate da Namsos. Il 3 maggio soccorse, insieme alla Imperial, i sopravvissuti del cacciatorpediniere Bison, gravemente danneggiato in un attacco aereo e successivamente autoaffondato.
Tornata in patria dopo il fallimento della campagna di Norvegia, venne impiegata nel canale della Manica con compiti di pattuglia, rimanendo danneggiata in una collisione con il peschereccio Clayton Wyke nei pressi di Dover. Entrata in cantiere a Sheerness per riparazioni il 15 maggio, tornò in servizio dieci giorni dopo venendo immediatamente impiegata nell'evacuazione delle truppe britanniche da Dunkerque, denominata Operazione Dinamo. Il 28 maggio soccorse i sopravvissuti della SS Abukir, utilizzata per il trasporto truppe e affondata da una S-boot. In seguito nello stesso giorno imbarcò 871 soldati trasportandoli in patria, tornando nella zona il giorno seguente insieme ai cacciatorpediniere Gallant e Jaguar. La Grenade venne quindi fatta oggetto di un attacco aereo durante il quale non riportò danni. Poco dopo in un secondo attacco tre bombe colpirono l'unità causando un grave incendio. Dopo un tentativo di rimorchiarla in salvo, l'equipaggio abbandonò la nave in fiamme. Poco dopo l'incendio, non più controllato, giunse nelle stive causandone l'esplosione.